# Bartholomäuskirche (Bielefeld-Brackwede)
Koordinaten: 51° 59′ 18,9″ N, 8° 30′ 50,1″ O

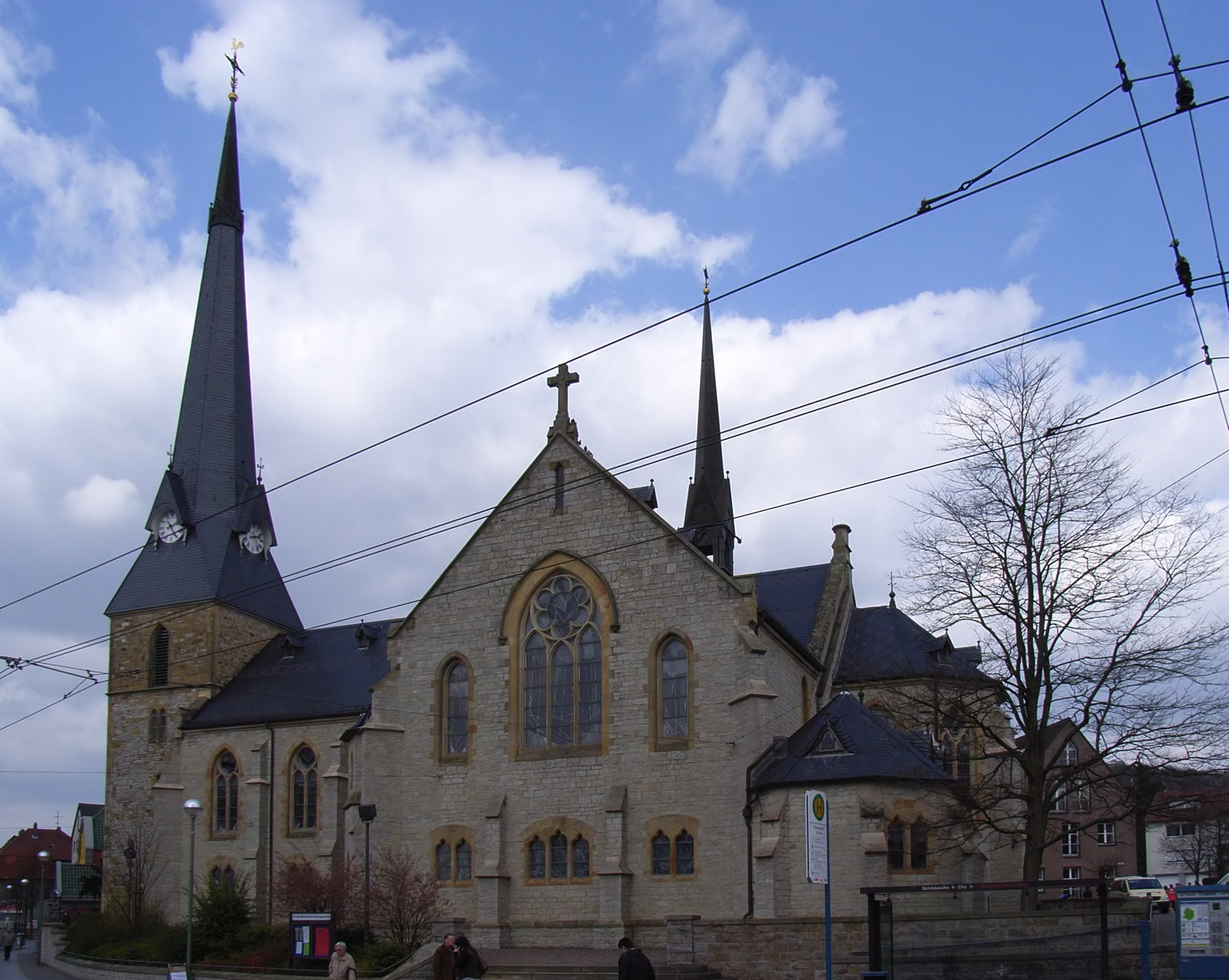
Die evangelische Bartholomäuskirche in Bielefeld-Brackwede

Die Bartholomäuskirche ist eine evangelisch-lutherische Pfarrkirche im Bielefelder Stadtbezirk Brackwede. Sie ist nach dem Apostel Bartholomäus benannt.

## Geschichte
Die ursprüngliche Kirche St. Bartholomäus in Brackwede wurde 1216 erstmals urkundlich erwähnt, als der Bischof von Paderborn Kauf und Nutzung kirchlicher Güter bestätigte. Ein genaues Datum der Fertigstellung der Kirche ist nicht bekannt, jedoch wird davon ausgegangen, dass der 107 m hohe Turm im Westen aus dem 15. Jahrhundert stammte, der Ostteil der Kirche aus dem Jahr 1660. Die Maße dieses einschiffigen Baus betrugen etwa 11,8 m in der Breite und 19,2 m in der Länge. Seit 1533 wurde die Kirche protestantisch genutzt.
Aufgrund des Bevölkerungswachstums im Laufe des 19. Jahrhunderts beschloss man einen Neubau in neugotischem Stil und entsprechend dem Eisenacher Regulativ, der mit der Grundsteinlegung am 15. Mai 1891 begann und am 3. April 1892 abgeschlossen wurde. Der Turm wurde nicht erneuert. Modernisierungen waren 1913 der Einbau einer Dampfheizung, die 1962 modernisiert wurde, sowie 1920 die Umstellung von Gas- auf Elektrobeleuchtung.
Am 21. Februar 1990 brannte die gesamte Kirche bis auf die Außenmauern ab. Man entschied sich zu einem historisierenden Neubau, so dass die Kirche ihr äußeres Erscheinungsbild bewahrt hat. Architekt war Fritz K. Wachtmann. In der Kirche haben sich nur wenige ältere Ausstattungsstücke erhalten, darunter der Taufstein von 1685, zwei Reliefs mit der Darstellung der Verkündigung und der Kreuzigung, die vermutlich 1603 entstanden sind, und das neugotische Altarbild von 1892.
Die Kirche ist denkmalgeschützt und somit in der Denkmalliste der Stadt Bielefeld eingetragen (Nr. 135). Sie befindet sich im Hauptgeschäftszentrum des Stadtteils und bildet die Kulisse für regelmäßige Veranstaltungen wie den Schweinemarkt oder die Glückstalertage.
Die Kirche entspricht dem Muster einer Hallenkirche. Besonders auffällig sind die von Raphael Seitz gestalteten Fenster und die von Rowan West erbaute Orgel. An der Nordwestseite der Kirche sind die Glocken aus dem Jahr 1924 ausgestellt. Direkt südlich der Kirche befindet sich die Bahn- und Bushaltestelle „Brackwede Kirche“. In Bielefeld-Senne gibt es auch eine katholische Kirche St. Bartholomäus.
Zur Ausstattung gehört ein von Peter Nagel geschaffenes Chorkreuz. Er entwarf ebenso die Altarleuchter.

## Orgel
Die große Orgel wurde 1994 von dem Orgelbauer Rowan West (Ahrweiler) erbaut. Das Instrument ist als westfälische Stilorgel in der Tradition des Orgelbauers Johann Patroclus Möller konzipiert und wurde in großer Anlehnung an die Orgel in der Abteikirche Marienmünster erbaut. Die Orgel hat 44 Register auf drei Manualwerken und Pedal.
| I Rückpositiv C–g3 |                  |     |
| 01.                | Praestant        | 08′ |
| 02.                | Gedect           | 08′ |
| 03.                | Octav            | 04′ |
| 04.                | Rohrfloit        | 04′ |
| 05.                | Quinte           | 03′ |
| 06.                | Octav            | 02′ |
| 07.                | Waltfloit        | 02′ |
| 08.                | Sesquialter II 0 |     |
| 09.                | Mixtur IV        |     |
| 10.                | Fagott           | 16′ |
| 11.                | Hautbois         | 08′ |
|                    | Tremulant        |     |

| II Hauptwerk C–g3 |                    |     |
| 12.               | Praestant          | 16′ |
| 13.               | Octav              | 08′ |
| 14.               | Gemshorn           | 08′ |
| 15.               | Violdigamb         | 08′ |
| 16.               | Quint              | 06′ |
| 17.               | Octav              | 04′ |
| 18.               | Duesfloit          | 04′ |
| 19.               | Quint              | 03′ |
| 20.               | Sesquialter III    |     |
| 21.               | Cornet Discant III |     |
| 22.               | Mixtur V           |     |
| 23.               | Cymbal IV          |     |
| 24.               | Trompett           | 16′ |
| 25.               | Trompett           | 08′ |
| 26.               | Vox humana         | 08′ |

| III Brustwerk C–g3 |                 |       |
| 27.                | Gedect          | 8′    |
| 28.                | Floit travers 0 | 4′    |
| 29.                | Nachthorn       | 4′    |
| 30.                | Principal       | 2′    |
| 31.                | Quint           | 1 ⁄2′ |
| 32.                | Mixtur III      |       |
| 33.                | Krumhorn        | 8′    |
| 34.                | Schalmay        | 4′    |

| Pedalwerk C–f1 |             |     |
| 35.            | Praestant 0 | 16′ |
| 36.            | Subbaß      | 16′ |
| 37.            | Octav       | 08′ |
| 38.            | Gedect      | 08′ |
| 39.            | Octav       | 04′ |
| 40.            | Bauerfloit  | 01′ |
| 41.            | Mixtur IV   |     |
| 42.            | Posaune     | 16′ |
| 43.            | Trompett    | 08′ |
| 44.            | Trompett    | 04′ |

## Glocken
Die fünf Glocken wurden nach dem Kirchenbrand von 1990 als Ersatz für die drei bisherigen Stahl-Glocken gegossen. Diese waren 1924 vom Bochumer Verein gegossen worden. Die heutigen Glocken sind aus Bronze und wurden 1991 von der Glockengießerei Petit & Gebr. Edelbrock, Gescher hergestellt
| Glocke | Name                | Durchmesser | Gewicht | Schlagton | Inschrift                                                                          |
| ------ | ------------------- | ----------- | ------- | --------- | ---------------------------------------------------------------------------------- |
| 1      | Christusglocke      | 1407 mm0    | 1600 kg | d'+3      | MEINE SEELE ERHEBET DEN HERRN / UND MEIN GEIST FREUT SICH GOTTES / MEINES HEILANDS |
| 2      | Himmelreichglocke   | 1240 mm     | 1200 kg | e'+3      | DAS HIMMELREICH IST NAHE HERBEIGEKOMMEN                                            |
| 3      | Bartholomäusglocke  | 1105 mm     | 0850 kg | fis'+1,5  | WER MICH BEKENNT VOR DEN MENSCHEN / DEN WILL ICH AUCH BEKENNEN                     |
| 4      | Friedensglocke      | 1033 mm     | 0718 kg | g'+3      | DIE FRUCHT DES GEISTES IST / LIEBE FREUDE FRIEDEN                                  |
| 5      | Lob- und Dankglocke | 0960 mm     | 0600 kg | a'+3      | VOM AUFGANG DER SONNE BIS ZU IHREM NIEDERGANG / SEI GELOBET DER NAME DES HERRN     |